# Михаило Ф. Луковић
Михаило Ф. Луковић (Горња Јабланица, код Медвеђе, 15. фебруара 1921 – Београд, 9. марта 2011) био је писац епске поезије, истакнути спортиста и учесник Народноослободилачке борбе.

## Биографија

### Детињство и школовање
Михаило Ф. Луковић је рођен 15. фебруара 1921. године у Горњој Јабланици, подно Радан планине на југу Србије. Био је осмо дете паора Филипа Луковића, и домаћице Божане Кецојевић, удате Луковић. Породица Луковић се доселила 1884. године из Црне Горе у Србију.
Михаило је у селу Гајтану завршио осам разреда основне школе. Затим, гимназију у Лесковцу, а Правни факултет у Београду.

### Живот и дела
Епском поезијом почео се бавити још у гимназији као члан литерарне дружине, где је и читао своје прве песме. Током Другог светског рата, у почетку се борио за краља и отаџбину, да би 1943.године био у партизанима као политички комесар. По завршетку рата, почиње да ради у полицији као начелник, али врло брзо прелази да ради у државној служби. Поред тога, обавезе на радном месту, ванредно студирање и старање о породици учинили су да једно време застане у стварању поезије. 
Од 1985. године припрема прву збирку епских песама Несаломљиви горштаци, која је објављена 1989. године. После ове књиге посвећује се, заједно са својим братанцем Милошем Д. Луковићем, припреми и писању обиман (300 стр.) родослов - Лоза Луковића из Гајтана, која се појавила 1997. године.
Након књиге Лоза Луковића из Гајтана, поново се посвећује епској поезији. Књига епске поезије представља веома битно измењено и допуњено издање првобитне збирке песама Несаломљиви горштаци, коју је објавио 2003.године. Писац њоме даје целовиту епску слику старих и нових историјских догађаја српског народа, нарочино на југу Србије. Био је члан Удружења потомака ратника 1912-1920. 
Пред сам крај живота је завршио и последња два дела која нису објављена.Једно дело је наменио Удружењу потомака ратника од 1912-1921 године, док је друго дело било аутобиографско.
Након пензионисања, потпуно се посвећује својој породици и необјављеним делима. До самог краја живота писао је своја дела.
У фебруару месецу је напунио 90 година, али месец дана након тога умире у болници у Београду 2011. године.

## Стил писања
У књизи Несаломљиви горштаци Михаила Луковића песме имају језичку особину: оне су испеване у дијалекту. Писац је највећи део свог живота провео у градској средини (претежно у Београду), али је у својој епској поезији остао при свом завичајном говору. Песме су написане као десетерац. Поред оригиналног језичког израза, у књизи песама се могу видети и епске слике.

## Спортски успеси
Михаило је био активни спортиста и бавио се атлетским дисциплинама, бициклизмом, тенисом и стрељаштвом. Био је један од најбољих шахиста у Београду. 
Неки запаженији резултати:
- првак Србије у стрељаштву
- носилац Медаље мајстора стрелца (највећег стрељачког признања)
- две златне медаље са атлетског такмичења Југославије у вишебоју[4]

### Објављена дела
- Несаломљиви горштаци, 1989. 1541934837
- Лоза Луковића из Гајтана, 1997.  123470087
- Несаломљиви горштаци:епска поезија (допуњено издање), 2003. 111334924
- Трећи српски устанак, 2021.

### Необјављена дела
- Аутобиографија